# Cricca dello Yunnan
La cricca dello Yunnan (pinyin: Diān Xi) fu una delle numerose cricche militari o fazioni reciprocamente ostili che si separano dal Governo Beiyang durante il Periodo dei signori della guerra della Repubblica di Cina. Fu così chiamata dalla provincia dello Yunnan.

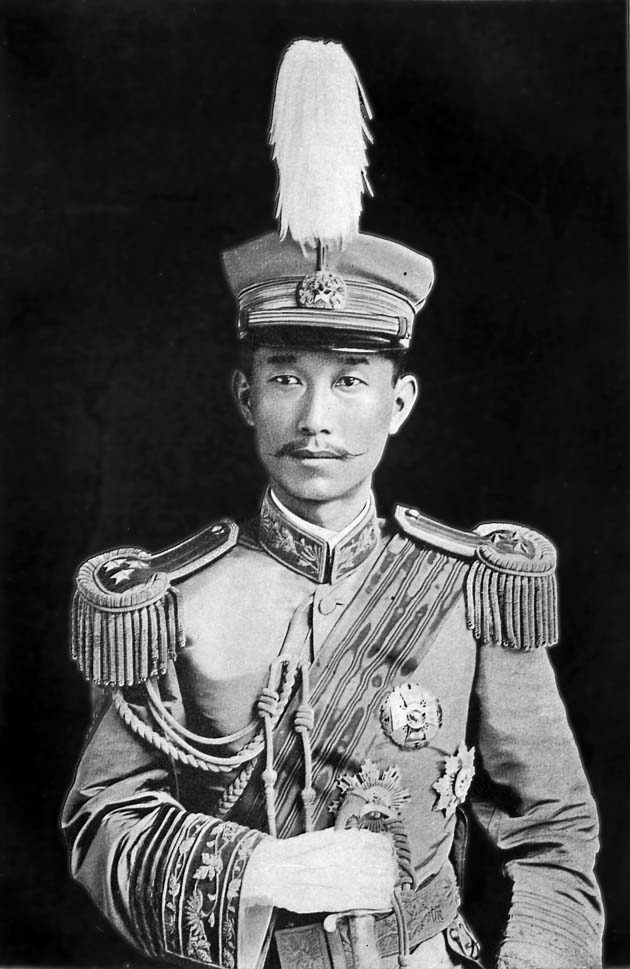
Cai E

Cai E è considerato il fondatore della cricca quando, su richiesta di Liang Qichao nel 1915, dichiarò l'opposizione dello Yunnan alla monarchia di Yuan Shikai. Cai morì per cause naturali poco dopo il successo della Guerra di protezione nazionale. Il suo luogotenente Tang Jiyao, prese il controllo dello Yunnan e chiese che l'Assemblea nazionale fosse restaurata. Quando ciò fu compiuto, lo Yunnan si riunificò ufficialmente con il governo nazionale ma mantenne il suo esercito provinciale separato a cause dell'influenza dell'Esercito Beiyang nella politica di Pechino.

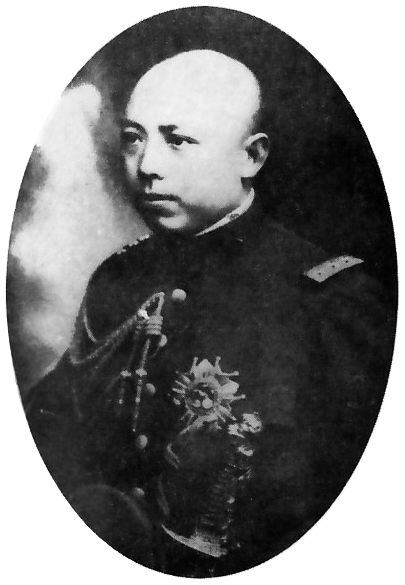
Tang Jiyao

Dopo la seconda dissoluzione dell'Assemblea nazionale, la breve parentesi della Restaurazione Manciù e il completo dominio del governo centrale da parte dei generali Beiyang, lo Yunnan si unì a diverse altre province del sud per formare un governo rivale a Canton durante il Movimento di protezione della costituzione. Tang Jiyao fu scelto come uno dei sette dirigenti del suo comitato direttivo. All'interno del comitato c'era una lotta di potere tra i sostenitori di Sun Yat-sen e la Vecchia cricca del Guangxi. Tang si schierò dalla parte di Sun e aiutò nell'espulsione dei dirigenti del Guangxi. Nel 1921 fu cacciato da Gu Pinzhen, il cui dominio fu riconosciuto da Sun. L'anno seguente l'esercito di Gu richiamò Tang. Egli si schierò di nuovo con Sun durante il tradimento di Chen Jiongming. Meno di una settimana dopo la morte di Sun nel 1925, Tang rivendicò di essere il suo legittimo successore e attaccò Canton nel tentativo di rovesciare Hu Hanmin e si pose al comando del Kuomintang. Le sue forze furono disperse da Li Zongren durante la Guerra Yunnan-Guangxi. In seguito Tang si unì al Partito della Cina per l'Interesse Pubblico di Chen Jiongming come vicepremier. Nel 1927 Long Yun prese il controllo della cricca. Tang morì poco dopo.

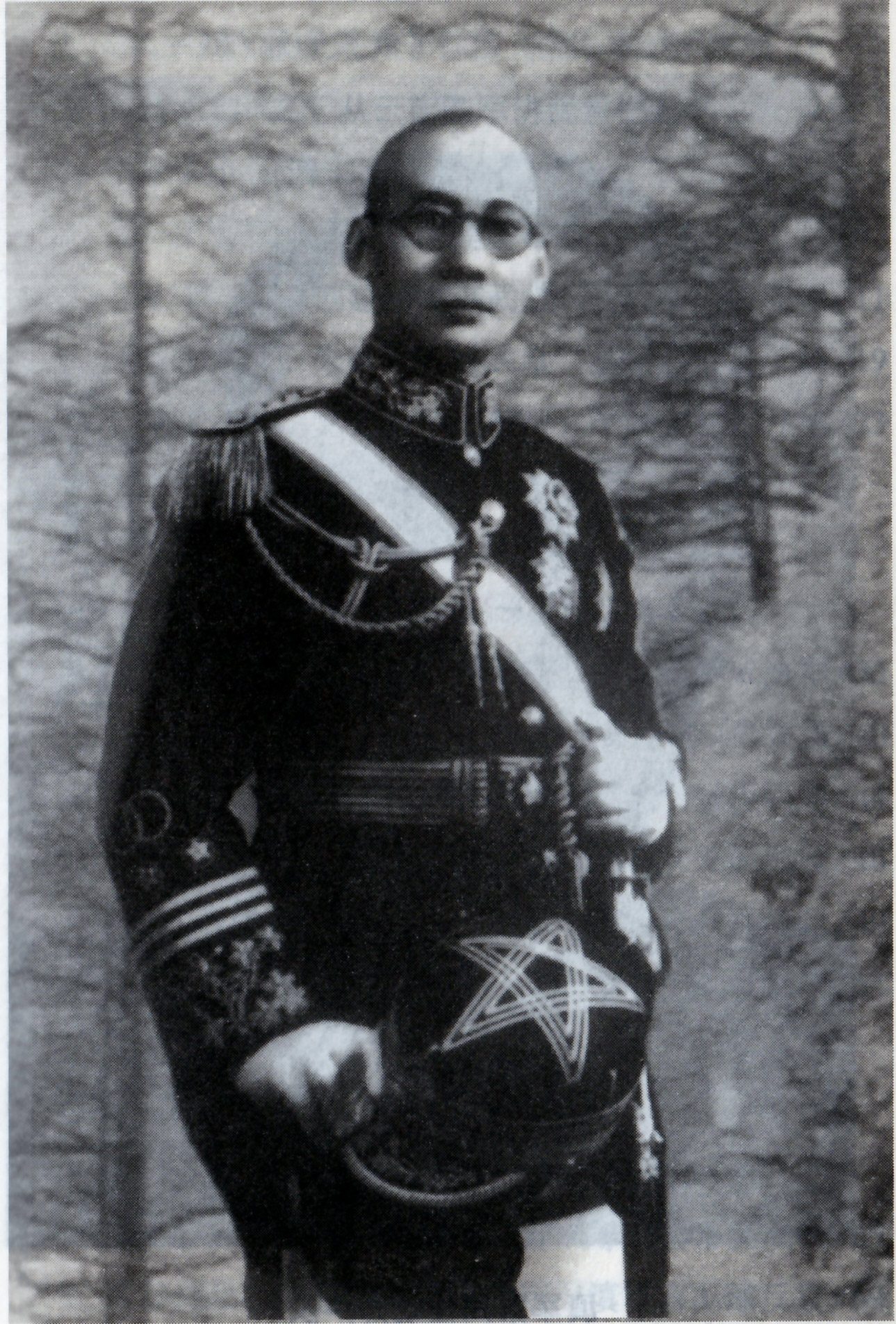
Long Yun

Long Yun tempo dopo riallineò lo Yunnan al Governo nazionalista di Nanchino ma rigorosamente protesse l'autonomia della provincia. Long fu critico verso Chiang Kai-shek e dopo la fine della Seconda guerra sino-giapponese fu rimosso dall'incarico.